# Avvelenamento da xeno
L'avvelenamento da xeno è una temporanea disattivazione di un reattore nucleare a causa dell'accumulo di veleni nucleari a vita media nel nucleo del reattore.

## Meccanismo
Con la continua operazione di un reattore nucleare si accumulano i nuclidi formati dalla fissione ed i loro vari prodotti di decadimento. Alcuni di essi possono presentare elevate sezioni d'urto di assorbimento e possono agire quindi come veleni neutronici, facendo diminuire il {\displaystyle K_{eff}}. Poiché dei veleni di decadimento continuano a formarsi anche dopo che il livello di potenza sia stato ridotto, la concentrazione di un veleno può aumentare fino a raggiungere un massimo dopo lo spegnimento. Per poter far ripartire il reattore, in qualsiasi istante dopo lo spegnimento, può essere necessario aggiungere una riserva di reattività per controbilanciare l'avvelenamento a breve termine dei prodotti di fissione. Per quanto riguarda gli effetti di avvelenamento a lungo termine, associato all'accumulo dei prodotti di fissione durante la vita del nocciolo, occorrerà analogamente provvedere ad un adeguato margine di reattività ad inizio vita mediante l'introduzione di elementi di controllo, o veleni bruciabili. Ciò, per compensare sia la perdita di reattività dovuta all'avvelenamento dei prodotti di fissione accumulati, sia la perdita di reattività prodotta dall'impoverimento di materiale fissile durante il burn-up. In rapporto agli effetti a breve termine dei prodotti di fissione, un nuclide, lo {\displaystyle Xe_{135}}, è particolarmente importante, a causa della sua elevata sezione d'urto di assorbimento per i neutroni termici. Lo {\textstyle Xe_{135}} ha un tasso di produzione per fissione {\textstyle \gamma _{x}=0,003} , ma una sua produzione più importante è dovuta al decadimento di altri prodotti di fissione. Uno dei prodotti che si forma direttamente nel 5.6% delle fissioni termiche del {\displaystyle U_{235}}, è il {\displaystyle Te_{135}}. Questo è soggetto ad una serie di decadimenti beta, secondo il seguente schema:
{\displaystyle {\ce {{}_{52}^{135}\!Te\quad ->[{{} \atop \simeq 1\ min.}]\quad {}_{53}^{135}\!I\quad ->[{{} \atop 6,7\ ore}]\quad {}_{54}^{135}\!Xe->[{{} \atop 9,2\ ore}]\quad {}_{55}^{135}\!Cs\quad ->[{{} \atop 2.000.000\ anni}]\quad {}_{56}^{135}\!Ba\ (stabile)}}}
Dato che il tempo di dimezzamento del Tellurio è molto piccolo, nella trattazione analitica dell’avvelenamento si può supporre che esso non subisca cattura neutronica, e dunque che lo Iodio sia prodotto direttamente dalla fissione con un fission yield, {\displaystyle \gamma _{i}}, uguale a quello del Tellurio, pari a 0,056.

## Bilancio concentrazioni
Si definiscono i parametri per lo {\displaystyle I_{135}}:
{\displaystyle I=densit{\grave {a}}\ atomica}
{\displaystyle \sigma _{i}=sezione\ d'urto\ termica\thickapprox 7\ barn}
{\displaystyle \lambda _{i}=costante\ di\ decadimento\thickapprox 2,9\times 10^{-5}sec^{-1}}
{\displaystyle \gamma _{i}=tasso\ di\ produzione\ per\ fissione=0,056}
e per lo {\displaystyle Xe_{135}}:
{\displaystyle X=densit{\grave {a}}\ atomica}
{\displaystyle \sigma _{x}=sezione\ d'urto\ termica\thickapprox 3,6\times 10^{6}\ barn}
{\displaystyle \lambda _{x}=costante\ di\ decadimento\thickapprox 2,1\times 10^{-5}sec^{-1}}
{\displaystyle \gamma _{x}=tasso\ di\ produzione\ per\ fissione=0,003}
Si noti l'elevata sezione d'urto dello {\displaystyle Xe_{135}}che fa di esso un importante veleno.

### Bilancio Iodio
La variazione della concentrazione nel tempo dello {\displaystyle I_{135}} è data da:
{\displaystyle {dI \over dt}=-\lambda _{i}I-\sigma _{i}\phi I+\gamma _{i}\Sigma _{f}\phi }
Dove {\displaystyle \phi \ [n\ cm^{-2}\ sec^{-1}]}è il flusso neutronico e {\displaystyle \Sigma _{f}}è la sezione d'urto macroscopica del combustibile.
I termini {\displaystyle -\lambda _{i}I} e  {\displaystyle -\sigma _{i}\phi I} rappresentano la perdita di {\displaystyle I_{135}}, rispettivamente, per decadimento radioattivo e per cattura neutronica; il termine {\displaystyle \gamma _{i}\Sigma _{f}\phi } rappresenta la produzione per fissione.
Per flussi neutronici superiori a circa {\displaystyle 10^{15}\ {\frac {n}{cm\cdot s}}}, si ha che {\displaystyle \sigma _{i}\phi \ll \lambda _{i}}, dunque si può effettuare la seguente approssimazione:
{\displaystyle {dI \over dt}=-\lambda _{i}I+\gamma _{i}\Sigma _{f}\phi }
Moltiplicando l'equazione per {\displaystyle e^{\lambda _{i}t}}si ottiene:
{\displaystyle d(Ie^{\lambda _{i}t})=\gamma _{i}\ \Sigma _{f}\ \phi \ e^{\lambda _{i}t}dt}
Si integri nel tempo da 0 a t:
{\displaystyle I(t)e^{\lambda _{i}t}-I(0)=\gamma _{i}\Sigma _{f}\int _{0}^{t}\phi \ e^{\lambda _{i}t'}dt'}
Si consideri l'istante {\displaystyle t=0}, l'istante della partenza del funzionamento del reattore, in cui non vi è concentrazione di {\displaystyle I_{135}}.
{\displaystyle I(0)=I_{0}=0}
Si supponga inoltre che il flusso {\displaystyle \phi } raggiunga un valore stabile {\displaystyle (\phi _{0})}in un tempo molto piccolo rispetto al t che si sta considerando, ottenendo così
{\displaystyle I(t)={\frac {\gamma _{i}\Sigma _{f}\phi _{0}}{\lambda _{i}}}\cdot (1-e^{-\lambda _{i}t})}
Per un t sufficientemente grande si raggiunge un valore asintotico della concentrazione dello {\displaystyle I_{135}} :
{\displaystyle I_{\infty }={\frac {\gamma _{i}\Sigma _{f}\phi _{0}}{\lambda _{i}}}}
Questa è una situazione di equilibrio, in cui il numero di nuclei di {\displaystyle I_{135}} prodotti, eguaglia il numero dei nuclei persi.

### Bilancio Xeno
La variazione della concentrazione nel tempo dello {\displaystyle Xe_{135}} è data da:
{\displaystyle {dX \over dt}=\lambda _{i}I+\gamma _{x}\Sigma _{f}\phi -\lambda _{x}X-\sigma _{x}\phi X}
Il primo e il secondo termine rappresentano la produzione di {\displaystyle Xe_{135}}per decadimento radioattivo dello {\displaystyle I_{135}} e per produzione da fissione. Il terzo e quarto termine rappresentano la perdita di {\displaystyle Xe_{135}}per decadimento radioattivo dello stesso e per cattura neutronica.
Ponendo {\displaystyle A=\lambda _{x}+\sigma _{x}\phi }, si ottiene
{\displaystyle {dX \over dt}=\lambda _{i}I+\gamma _{x}\Sigma _{f}\phi -AX}
Si moltiplichi l'equazione per il fattore di integrazione {\textstyle e^{\int _{0}^{t}Adt'}} e si integri da {\displaystyle 0} a {\displaystyle t}:
{\displaystyle \int _{0}^{t}d(X\ e^{\int _{0}^{t'}Adt''})=\int _{0}^{t}(\lambda _{i}I+\gamma _{x}\Sigma _{f}\phi )e^{\int _{0}^{t'}Adt''}dt'}
{\displaystyle X(t)e^{\int _{0}^{t}Adt'}-X(0)=\int _{0}^{t}(\lambda _{i}I+\gamma _{x}\Sigma _{f}\phi )e^{\int _{0}^{t'}Adt''}dt'}
Come per lo {\displaystyle I_{135}}, anche la concentrazione dello {\displaystyle Xe_{135}}è nulla all'istante t=0, {\displaystyle X(0)=X_{0}=0}, e si raggiunge un valore stabile {\displaystyle \phi _{0}} in un tempo sufficientemente grande rispetto al tempo t che consideriamo. Dunque, si ha
{\displaystyle X(t)={\frac {(\gamma _{i}+\gamma _{x})\Sigma _{f}\ \phi _{0}}{\lambda _{x}+\sigma _{x}\phi _{0}}}{\biggl [}1+{\frac {1}{\gamma _{i}+\gamma _{x}}}\cdot ({\frac {\gamma _{i}\lambda _{i}}{\lambda _{x}-\lambda _{i}+\sigma _{x}\phi _{0}}}-\gamma _{x})\cdot e^{-(\lambda _{x}+\sigma _{x}\phi _{0})t}+{\frac {\gamma _{i}}{\gamma _{i}+\gamma _{x}}}\cdot {\frac {\lambda _{x}+\sigma _{x}\phi _{0}}{\lambda _{x}-\lambda _{i}+\sigma _{x}\phi _{0}}}\cdot e^{-\lambda _{i}t}{\biggr ]}}
Per un t sufficientemente grande, si raggiunde un valore asintotico della concentrazione dello {\displaystyle Xe_{135}}:
{\displaystyle X_{\infty }={\frac {(\gamma _{i}+\gamma _{x})\Sigma _{f}\ \phi _{0}}{\lambda _{x}+\sigma _{x}\phi _{0}}}}
Il tempo di dimezzamento dello {\displaystyle Xe_{135}}è di 9,2 ore, quello dello {\displaystyle I_{135}}è di 6,7 ore. L'avvelenamento da Xeno aumenta gradualmente fintanto che non si raggiunge una condizione di equilibrio tra produzione di atomi di Xeno per decadimento dello Iodio, e scomparsa di Xeno sia per decadimento che per cattura neutronica.

## Avvelenamento
La grandezza di avvelenamento (poisoning) è definita come
{\displaystyle P(t)={\frac {X(t)\sigma _{x}}{\Sigma _{U}}}}
dove {\displaystyle \Sigma _{U}} è la sezione d'urto macroscopica di assorbimento termica del combustibile.
Per t sufficientemente grande si ha
{\displaystyle P_{\infty }={\frac {X_{\infty }\sigma _{x}}{\Sigma _{U}}}={\frac {(\gamma _{i}+\gamma _{x})\Sigma _{f}\ \phi _{0}\ \sigma _{x}}{(\lambda _{x}+\sigma _{x}\phi _{0})\Sigma _{U}}}}
Si considerino ora i due casi limite dell'Uranio: 
- {\displaystyle U_{235}} puro, in cui  {\displaystyle {\frac {\Sigma _{f}}{\Sigma _{U}}}\approx 0,851};
- Uranio naturale, un cui {\displaystyle {\frac {\Sigma _{f}}{\Sigma _{U}}}\approx 0,542}

Per diversi valori di flusso neutronico stazionario, si hanno, per i due casi limite, diversi valori di avvelenamento, i cui valori sono riportati in tabella:
| {\displaystyle \phi _{0}} | {\displaystyle P_{\infty }(U_{235})} | {\displaystyle P_{\infty }(U_{nat})} |
| ------------------------- | ------------------------------------ | ------------------------------------ |
| {\displaystyle 10^{12}}   | 0,007                                | 0,043                                |
| {\displaystyle 10^{13}}   | 0,03                                 | 0,0185                               |
| {\displaystyle 10^{14}}   | 0,046                                | 0,0284                               |
| {\displaystyle 10^{15}}   | 0,048                                | 0,0296                               |

Si osservi che per flussi neutronici superiori a {\textstyle 10^{15}\ {\frac {n}{cm\cdot s}}}, l'avvelenamento di equilibrio non cresce oltre il valore di circa 0,05 che rappresenta un valore limite per il caso considerato. Inoltre risulta che per flussi inferiori a {\textstyle 10^{12}\ {\frac {n}{cm\cdot s}}}, l’avvelenamento assume valori trascurabili.
Il {\displaystyle K_{\infty }}è dato dalla formula dei 4 fattori:
{\displaystyle K_{\infty }=\epsilon \eta fp={\frac {neutroni\;termici\;tornati\;disponibili}{neutroni\;termici\;assorbiti}}}
Il fattore di utilizzazione termica{\displaystyle f} , che è dato dal rapporto tra i neutroni termici assorbiti nel combustibile e i neutroni termici assorbiti ovunque: {\textstyle f={\frac {\Sigma _{U}}{\Sigma _{U}+\Sigma _{m}}}} , viene inevitabilmente influenzato dall'avvelenamento in un reattore. Si indica con {\displaystyle f_{p}} il fattore  {\displaystyle f}in presenza di Xenon:
{\displaystyle f_{p}={\frac {\Sigma _{U}}{\Sigma _{U}+\Sigma _{m}+\Sigma _{Xe_{135}}}}}
dove si è indicato con  {\displaystyle \Sigma _{Xe_{135}}}e {\displaystyle \Sigma _{m}}  , le sezioni d’urto macroscopiche di cattura nello {\textstyle Xe_{135}} e del moderatore. Ponendo {\textstyle y={\frac {\Sigma _{m}}{\Sigma _{U}}}} , si ottengono i seguenti valori di n {\displaystyle f_{p}} e  {\displaystyle f}:
{\displaystyle f={\frac {1}{1+y}}}  ;       {\displaystyle f={\frac {1}{1+y+P}}}
Si può supporre che la criticità effettiva del reattore sia proporzionale a {\displaystyle f}, con e senza veleni. Indicando con {\displaystyle K_{eff,p}} il fattore di criticità del reattore con i veleni e con {\displaystyle K_{eff}}  quello in assenza di veleni si ha:
{\displaystyle {\frac {K_{eff,p}-K_{eff}}{K_{eff,p}}}={\frac {f_{p}-f}{f_{p}}}=-{\frac {P}{1+y}}}
Se il reattore in assenza di veleno è critico, {\displaystyle K_{eff}=1} . Pertanto il valore di reattività, che è negativa, che la presenza del veleno introduce nel reattore risulta essere
{\displaystyle \rho _{p}=-{\frac {P}{1+y}}}
Se l’uranio è notevolmente arricchito, il rapporto y è molto piccolo, e si raggiungono i valori maggiori di reattività assorbita a causa della presenza di Xenon:
{\displaystyle \rho _{p}\approx -P}

## Spegnimento del reattore
Ben diversamente vanno le cose in caso di arresto rapido del reattore. Si supponga per esempio che il reattore venga spento rapidamente dopo aver funzionato a una potenza elevata. Se, un istante prima dello spegnimento, la concentrazione di {\displaystyle Xe_{135}} aveva raggiunto un valore {\displaystyle X_{0}} di equilibrio, con l’improvvisa diminuzione del flusso neutronico viene a mancare improvvisamente una delle due cause di distruzione dell’isotopo stesso (esso continua a decadere a {\displaystyle Cs_{135}} con un tempo di dimezzamento di 9,2 ore, ma non viene più eliminato per cattura neutronica il cui contributo è forte, data l’elevata sezione di cattura {\displaystyle \sigma _{x}}; d’altra parte lo {\displaystyle Xe_{135}} continua a formarsi per decadimento dello {\displaystyle I_{135}} presente nel reattore). Il risultato è che, dopo lo spegnimento del reattore, la concentrazione di {\displaystyle Xe_{135}} comincia a salire fino a raggiungere valori notevoli e tanto maggiori quanto maggiore era il valore di al momento dello spegnimento. Dopo un certo tempo (una decina di ore), l’avvelenamento raggiunge un valore massimo, poi inizia a decrescere (il {\displaystyle Te_{135}} continua a decadere a {\displaystyle I_{135}} che, a sua volta, decade a {\displaystyle Xe_{135}}, dunque si va esaurendo il Tellurio che è la fonte di produzione del veleno) fino a raggiungere, dopo un centinaio di ore, valori trascurabili.
Consideriamo che all’istante t=0 (istante in cui il reattore viene spento istantaneamente) la concentrazione di iodio sia {\displaystyle I_{0}} (in precedenza denominata come {\displaystyle I_{\infty }} ). La sua variazione nel tempo sarà data da
{\displaystyle I(t)=I_{0}e^{-\lambda _{i}t}={\frac {\gamma _{i}\Sigma _{f}\phi _{0}}{\lambda _{i}}}\cdot e^{-\lambda _{i}t}}
Dato che a {\displaystyle t=0} consideriamo che {\displaystyle \phi =0} , {\displaystyle \Longrightarrow } {\displaystyle e^{\int _{0}^{t}Adt'}=e^{\lambda _{x}t}}.
La grandezza {\displaystyle X_{0}}è la concentrazione che in precedenza è stata denominata {\displaystyle X_{\infty }}. Dunque la concentrazione dello xeno sarà data da
{\displaystyle X(t)=e^{-\lambda _{x}t}\cdot {\biggl [}\int _{0}^{t}\gamma _{i}\Sigma _{f}\phi _{0}e^{\lambda _{x}t'}e^{-\lambda _{i}t'}dt'\cdot {\frac {(\gamma _{i}+\gamma _{x})\Sigma _{f}\phi _{0}}{\lambda _{x}+\sigma _{x}\phi _{0}}}{\biggr ]}}
{\displaystyle X(t)={\frac {\gamma _{i}\Sigma _{f}\phi _{0}}{\lambda _{x}-\lambda _{i}}}\cdot (e^{-\lambda _{i}t}-e^{-\lambda _{x}t})+{\frac {(\gamma _{i}+\gamma _{x})\Sigma _{f}\phi _{0}}{\lambda _{x}+\sigma _{x}\phi _{0}}}\cdot e^{-\lambda _{x}t}}
Per tempi abbastanza elevati i termini esponenziali tendono a zero; si raggiungerà dunque un valore dello Xenon tendente a zero.
Più elevato è il flusso neutronico prima dello spegnimento del reattore, più grande è la riserva di atomi di {\displaystyle I_{135}} il cui decadimento produce lo {\displaystyle Xe_{135}}. Pertanto, se non si introduce una riserva adeguata di reattività nel sistema, non è possibile partire in qualsiasi momento dopo l'arresto. Oltre un certo tempo (dell'ordine dell'ora dopo lo spegnimento), occorrerà osservare un certo tempo di attesa prima che il reattore possa essere riavviato.
Il combustibile deve avere ad inizio ciclo un valore positivo di reattività totale {\displaystyle \rho _{tot}} tale da controbilanciare, istante per istante, l’antireattività introdotta dal bruciamento del combustibile e quella dovuta alla transizione da freddo a caldo, all'avvelenamento da xenon, ed al blocco incidentale entro il nocciolo di una barra di controllo, ovvero:
{\displaystyle \rho _{tot}=\rho _{R}+\rho _{V}}
in cui {\displaystyle \rho _{R}} detta riserva di reattività, è la reattività asservita a controbilanciare il bruciamento del combustibile, e {\displaystyle \rho _{V}} detta reattività vitale, è la reattività atta a controbilanciare la transizione freddo-caldo, l’avvelenamento da xeno, ed il blocco di una barra di controllo.

## Xeno nel reattore della centrale di Černobyl'
Un importante contributo alla sequenza di eventi che hanno portato al disastro nucleare di Černobyl' fu proprio la mancata previsione dell'effetto dell’avvelenamento da Xeno. Il test della centrale doveva essere effettuato mentre il reattore funzionava in un intervallo tra 700 e 1000 MW. Quella notte, il responsabile di turno dell’operatività del reattore, commise l’errore di introdurre le barre di controllo troppo in profondità, e provocare dunque un calo di potenza oltre il previsto, arrivando fino a 30 MW. Dunque la concentrazione di Xe135 iniziò ad aumentare in maniera importante, con il conseguente assorbimento di neutroni e quindi un ulteriore crollo di potenza. Tutto ciò non fece altro che mascherare la reale reattività del reattore. Nonostante si raggiunsero valori di potenza vicino al limite minimo consentito dalle norme di sicurezza, si decise di proseguire con il test. Aumentare la potenza risultava alquanto difficile, dato che lo Xeno assorbiva molti neutroni, così vennero estratte quasi tutte le barre di controllo. La potenza aumentò gradualmente fino a circa 200 MW. All'insaputa degli operatori, però, la reattività fu mascherata dall'eccessiva concentrazione di Xeno (ci troviamo, in pratica, sul picco della curva nel precedente grafico). Il reattore dunque, si trovava in una situazione molto instabile e pericolosa. Da qui seguirono tutti gli eventi che portarono a quella che fu un'esplosione del nocciolo.